# Ricigliano
Ricigliano é uma comuna italiana da região da Campania, província de Salerno, com cerca de 1.339 habitantes. Estende-se por uma área de 27 km², tendo uma densidade populacional de 50 hab/km². Faz fronteira com Balvano (PZ), Muro Lucano (PZ), Romagnano al Monte, San Gregorio Magno.

## Demografia
| Variação demográfica do município entre 1861 e 2011                               |
|                                                                                   |
| Fonte: Istituto Nazionale di Statistica (ISTAT) - Elaboração gráfica da Wikipedia |